# Calvaire de Sainte-Geneviève-sur-Argence
Le calvaire de Sainte-Geneviève-sur-Argence est un calvaire situé à Sainte-Geneviève-sur-Argence, en France.

## Localisation
Le calvaire est situé sur la commune de Sainte-Geneviève-sur-Argence, dans le département français de l'Aveyron.

## Historique
L'édifice, élevé au 15e siècle, est inscrit au titre des monuments historiques en 1927.